# 聖多明戈 (聖維森特省)
聖多明戈（西班牙語：Santo Domingo），是薩爾瓦多的城鎮，位於該國中部，由聖維森特省負責管轄，面積16.41平方公里，海拔高度573米，2007年人口6,445，人口密度每平方公里392.75人。
13°38′N 88°48′W / 13.633°N 88.800°W